# Salzofen
Der Salzofen ist ein 2070 m ü. A. hoher Berg im steirischen Teil des Toten Gebirges. Die Westflanke fällt mit mäßig geneigten Rasenhängen zum Kessel des Dreibrüdersees ab. Die Ostseite bildet eine senkrechte Steilwand von rund 1 km Länge vom Ablasbühel bis zur Elmgrube. Diese Steilwand verläuft etwas gewellt, wird jedoch zur Gänze als Ostwand bezeichnet. Ein großes Schuttfeld zieht zum südlichen Teil, ein kleineres zum nördlichen Teil hinauf. In der Ostwand befinden sich Kletterrouten bis in den V. Schwierigkeitsgrad. In der Nähe des Gipfels befindet sich die Salzofenhöhle.

## Aufstieg
Markierte Anstiege:
- Weg 213 vom Grundlsee